# Печ (Косово)
Печ (серб. Пећ, Peć, алб. Pejë, Peja) — місто в Косові на північному заході Метохії. Центр Пецького округу.

## Населення
У 2009 році в місті проживають 82 299 жителів. Велика частина населення міста та громади — це албанці (86 %), також проживають серби, чорногорці, босняки, турки, цигани.
За 19 кілометрів від центру міста розташований сербський православний монастир XIV століття Високі Дечани.

## Історія
У місті розташовується монастир-резиденція Пецької патріархії, чиєю спадкоємицею є Сербська православна церква.

## Відомі особистості
В поселенні народився:
- Алі Кельменді (1900—1939) — діяч комуністичного руху в Албанії.
- Наїм Малоку (нар. 1958) — косовський політик.
- Енвер Хадрі (1941—1990) — косовсько-албанський правозахисник.